# Mistrzostwa Polski w Skokach Narciarskich 2022
Mistrzostwa Polski w Skokach Narciarskich 2022 – zawody mające na celu wyłonienie najlepszych skoczków narciarskich w Polsce, które rozegrane zostały 23 grudnia 2021 na Wielkiej Krokwi (HS140) w Zakopanem.
Wśród mężczyzn tytułu nie bronił Tomasz Pilch z powodu choroby, która, jak się później okazało, miała związek z otrzymaniem pozytywnego wyniku testu na obecność wirusa SARS-CoV-2, natomiast u kobiet tytułu z 2020 broniła Kamila Karpiel.
Tytuły mistrzów kraju wywalczyli Kamil Stoch i Nicole Konderla. Stoch tym samym awansował na czwarte miejsce (ex-aequo ze Stanisławem Bobakiem) pod względem liczby zdobytych tytułów mistrzowskich (8).

## Skocznia
| Zdjęcie | Nazwa skoczni  | Miejscowość | K    | HS    | Rekord skoczni | Rekord skoczni | Rekord skoczni | Źr.   |
| Zdjęcie | Nazwa skoczni  | Miejscowość | K    | HS    | Odległość      | Rekordzista    | Data           | Źr.   |
| ------- | -------------- | ----------- | ---- | ----- | -------------- | -------------- | -------------- | ----- |
|         | Wielka Krokiew | Zakopane    | K125 | HS140 | 147,0 m        | Yukiya Satō    | 25.01.2020     | [ 5 ] |

## Program zawodów
Źródło: PZN.

### Mężczyźni
| Dzień      | Konkurencja          | Początek (CET) | Liczba uczestników |
| ---------- | -------------------- | -------------- | ------------------ |
| 23 grudnia | Oficjalny trening    | 15:00          | —                  |
| 23 grudnia | Seria próbna         | 16:00          | 45                 |
| 23 grudnia | Konkurs indywidualny | 17:30          | 45                 |

### Kobiety
| Dzień      | Konkurencja          | Początek (CET) | Liczba uczestniczek |
| ---------- | -------------------- | -------------- | ------------------- |
| 23 grudnia | Oficjalny trening    | 15:00          | —                   |
| 23 grudnia | Seria próbna         | 16:00          | 7                   |
| 23 grudnia | Konkurs indywidualny | 17:05          | 7                   |

## Wyniki

### Konkurs indywidualny mężczyzn (23.12.2021)
Źródło: skijumping.pl.
| M   | Zawodnik              | Skok 1  | Skok 2  | Wynik punktowy |
| --- | --------------------- | ------- | ------- | -------------- |
| 1.  | Kamil Stoch           | 133,5 m | 137,5 m | 313,3          |
| 2.  | Piotr Żyła            | 130,5 m | 141,0 m | 308,2          |
| 3.  | Paweł Wąsek           | 137,0 m | 134,0 m | 304,2          |
| 4.  | Andrzej Stękała       | 137,0 m | 133,5 m | 300,8          |
| 5.  | Dawid Kubacki         | 133,5 m | 132,0 m | 290,8          |
| 6.  | Jakub Wolny           | 136,5 m | 130,0 m | 290,1          |
| 7.  | Stefan Hula           | 135,0 m | 129,5 m | 289,0          |
| 8.  | Klemens Murańka       | 134,0 m | 128,5 m | 285,4          |
| 9.  | Maciej Kot            | 134,5 m | 126,0 m | 280,3          |
| 10. | Aleksander Zniszczoł  | 129,5 m | 123,5 m | 262,8          |
| 11. | Jan Habdas            | 125,0 m | 134,0 m | 257,5          |
| 12. | Arkadiusz Jojko       | 127,0 m | 127,0 m | 247,0          |
| 13. | Kacper Juroszek       | 120,0 m | 126,5 m | 233,0          |
| 14. | Szymon Jojko          | 117,0 m | 128,0 m | 228,3          |
| 15. | Jarosław Krzak        | 115,0 m | 127,5 m | 224,3          |
| 16. | Szymon Zapotoczny     | 116,5 m | 126,5 m | 223,2          |
| 17. | Krzysztof Leja        | 110,0 m | 131,5 m | 221,5          |
| 18. | Mateusz Gruszka       | 124,0 m | 122,0 m | 214,3          |
| 19. | Adam Niżnik           | 114,0 m | 125,0 m | 212,5          |
| 20. | Marcin Wróbel         | 110,5 m | 125,0 m | 209,2          |
| 21. | Krzysztof Kieta       | 113,0 m | 120,5 m | 206,6          |
| 22. | Wiktor Szozda         | 121,5 m | 115,5 m | 198,6          |
| 23. | Tymoteusz Amilkiewicz | 118,0 m | 119,0 m | 197,1          |
| 24. | Nikita Diewiatkin     | 116,5 m | 118,5 m | 194,5          |
| 25. | Karol Niemczyk        | 109,5 m | 119,5 m | 181,2          |
| 26. | Łukasz Łukaszczyk     | 112,0 m | 115,0 m | 176,6          |
| 27. | Klemens Joniak        | 100,5 m | 108,5 m | 156,5          |
| 28. | Robert Ryś            | 107,5 m | 99,5 m  | 136,6          |
| 29. | Nurszat Tursunżanow   | 113,0 m | 89,0 m  | 125,6          |
| 30. | Kacper Jarząbek       | 118,0 m | –       | 98,4           |
| 31. | Dawid Stasiak         | 106,0 m | NQ      | 73,8           |
| 32. | Jakub Wisełka         | 106,0 m | NQ      | 72,8           |
| 33. | Klemens Staszel       | 103,5 m | NQ      | 68,8           |
| 34. | Paweł Szyndlar        | 102,5 m | NQ      | 65,5           |
| 35. | Wiktor Węgrzynkiewicz | 101,5 m | NQ      | 65,2           |
| 36. | Siergiej Krawcow      | 99,5 m  | NQ      | 59,6           |
| 37. | Stanisław Ciszek      | 99,0 m  | NQ      | 58,7           |
| 38. | Nikołaj Klimow        | 92,0 m  | NQ      | 45,1           |
| 39. | Jan Galica            | 91,5 m  | NQ      | 43,7           |
| 40. | Wiktor Fickowski      | 88,5 m  | NQ      | 38,3           |
| 41. | Stanisław Majerczyk   | 86,0 m  | NQ      | 34,3           |
| 42. | Wiktor Pękala         | 86,0 m  | NQ      | 32,8           |
| 43. | Mateusz Król          | 83,0 m  | NQ      | 26,4           |
| 44. | Dominik Niemczyk      | 78,0 m  | NQ      | 16,9           |
| 45. | Jan Mroczkowski       | 71,5 m  | NQ      | 3,7            |

### Konkurs indywidualny kobiet (23.12.2021)
Źródło: skokinarciarskie.pl.
| M  | Zawodniczka     | Skok 1  | Skok 2  | Wynik punktowy |
| -- | --------------- | ------- | ------- | -------------- |
| 1. | Nicole Konderla | 117,0 m | 109,5 m | 173,2          |
| 2. | Kinga Rajda     | 109,5 m | 111,0 m | 162,9          |
| 3. | Anna Twardosz   | 90,5 m  | 95,5 m  | 96,8           |
| 4. | Kamila Karpiel  | 91,5 m  | 86,5 m  | 88,8           |
| 5. | Joanna Szwab    | 80,0 m  | 85,0 m  | 53,0           |
| 6. | Pola Bełtowska  | 79,0 m  | 82,5 m  | 44,7           |
| 7. | Natalia Słowik  | 78,5 m  | 77,5 m  | 37,3           |